# 무간도 외전
《무간도 외전》(중국어: 臥底毒龍, 영어: Operation Undercover 2: Poisonous Dragon)은 2018년 개봉한 중국의 액션 범죄 영화이다.

## 출연진
- 장치항
- 노혜광